# Список объектов всемирного наследия ЮНЕСКО в Индонезии
В списке Всеми́рного насле́дия ЮНЕ́СКО в Индонезии на 2024 год значится 10 наименований, что составляет 0,7 % от общего числа (1223 на 2024 год). 4 объекта включены по природным критериям, причем три признаны природными феноменами исключительной красоты и эстетической важности (критерий vii) и 6 — по культурным критериям, причём два объекта признаны шедеврами человеческого гения (критерий i). Кроме этого, по состоянию на 2025 год, 21 объект на территории Индонезии находятся в числе кандидатов на включение в список всемирного наследия. Индонезия ратифицировала Конвенцию об охране всемирного культурного и природного наследия 6 июля 1989 года. Первые четыре объекта, находящиеся на территории Индонезии были занесены в список в 1991 году на 15-й сессии Комитета всемирного наследия ЮНЕСКО.

## Список
В данной таблице объекты расположены в хронологическом порядке их добавления в список всемирного наследия ЮНЕСКО.
| #  | Изображение | Название | Местоположение                   | Время создания | Год внесения в список | №    | Критерии         |
| -- | ----------- | --- | -------------------------------- | -------------- | --------------------- | ---- | ---------------- |
| 1  |             | Храмовый комплекс Боробудур (англ. Borobudur Temple Compounds) | Провинция Центральная Ява        | 8 и 9 века     | 1991                  | 592  | (i), (ii), (vi)  |
| 2  |             | Национальный парк Комодо (англ. Komodo National Park) | Провинция Восточная Нуса-Тенгара | —              | 1991                  | 609  | (vii), (x)       |
| 3  |             | Храмовый комплекс Прамбанан (англ. Prambanan Temple Compounds) | Провинция Центральная Ява        | 10 век         | 1991                  | 642  | (i), (iv)        |
| 4  |             | Национальный парк Уджунг-Кулон (англ. Ujung Kulon National Park) | Провинции Бантен и Лампунг       | —              | 1991                  | 608  | (vii), (x)       |
| 5  |             | Стоянка древнего человека в Сангиране (англ. Sangiran Early Man Site) | Провинция Центральная Ява        | —              | 1996                  | 593  | (iii), (vi)      |
| 6  |             | Национальный парк Лоренц (англ. Lorentz National Park) | Провинция Папуа                  | —              | 1999                  | 955  | (vii), (ix), (x) |
| 7  |             | Девственные влажно-тропические леса Суматры (англ. Tropical Rainforest Heritage of Sumatra) | Остров Суматра                   | —              | 2004, 2011            | 1167 | ix, x            |
| 8  |             | Культурный ландшафт острова Бали: оросительная система Субак как отражение традиционной балийской философии Три хита карана (англ. Cultural Landscape of Bali Province: the Subak System as a Manifestation of the Tri Hita Karana Philosophy) | Провинция Бали                   | —              | 2012                  | 1194 | ii, iii, v, vi   |
| 9  |             | Шахта Омбилин — наследие угледобычи в Савахлунто (англ. Ombilin Coal Mining Heritage of Sawahlunto) | Провинция Западная Суматра       | С 19 века      | 2019                  | 1610 | ii, iv           |
| 10 |             | Космологическая ось Джокьякарты и ее исторические достопримечательности (англ. The Cosmological Axis of Yogyakarta and its Historic Landmarks)                                                                                                 | Особый округ Джокьякарта         | c 18 века      | 2023                  | 1671 | ii, iii          |

## Кандидаты
В таблице объекты расположены в порядке их добавления в предварительный список. В данном списке указаны объекты, предложенные правительством Индонезии в качестве кандидатов на занесение в список всемирного наследия.
| #  | Изображение | Название | Местоположение                                              | Время создания | Год внесения в список | №    | Критерии         |
| -- | ----------- | --- | ----------------------------------------------------------- | -------------- | --------------------- | ---- | ---------------- |
| 1  |             | Национальный парк Бетунг-Керихун (англ. Betung Kerihun National Park) | Провинция Западный Калимантан                               | —              | 2004                  | 1871 | viii, ix, x      |
| 2  |             | Национальный парк Бунакен (англ. Bunaken National Park ) | Провинция Северный Сулавеси                                 | —              | 2005                  | 2002 | vii, viii, ix, x |
| 3  |             | Острова Раджа-Ампат (англ. Raja Ampat Islands) | Провинция Западное Папуа                                    | —              | 2005                  | 2003 | vii, x           |
| 4  |             | Национальный парк Така-Бонерате (англ. Taka Bonerate National Park) | Провинция Южный Сулавеси                                    | —              | 2005                  | 2005 | vii, viii, ix, x |
| 5  |             | Национальный парк Вакатоби (англ. Wakatobi National Park) | Провинция Юго-Восточный Сулавеси                            | —              | 2005                  | 2006 | vii, viii, ix, x |
| 6  |             | Острова Дераван (англ. Derawan Islands) | Провинция Восточный Калимантан                              | —              | 2005                  | 2007 | x                |
| 7  |             | Традиционные поселения округа Тана-Тораджа (англ. Tana Toraja Traditional Settlement )                                                                                       | Провинция Южный Сулавеси                                    |                | 2009                  | 5462 | iv, v, vi        |
| 8  |             | Деревня Бавоматалуо (англ. Bawomataluo Site) | Провинция Северная Суматра, остров Ниас                     |                | 2009                  | 5463 | i, iv, vi        |
| 9  |             | Храмовый комплекс Муара-Такус (англ. Muara Takus Compound Site) | Провинция Риау                                              | 11 — 12 века   | 2009                  | 5464 | i, iv, vi        |
| 10 |             | Тровулан — бывшая столица государства Маджапахит (англ. Trowulan - Former Capital City of Majapahit Kingdom )                                                                | Провинция Восточная Ява                                     | 14 — 15 века   | 2009                  | 5466 | i, v             |
| 11 |             | Доисторическая наскальная живопись карстовых пещер Сангкулиранг-Мангкалихат (англ. Sangkulirang – Mangkalihat Karst: Prehistoric rock art area )                             | Провинция Восточный Калимантан                              | 5000 лет назад | 2015                  | 6009 | iii              |
| 12 |             | Старый город в Джакарте и четыре острова архипелага Серибу (англ. The Old Town of Jakarta (Formerly old Batavia) and 4 Outlying Islands (Onrust, Kelor, Cipir dan Bidadari)) | Особый столичный округ Джакарта                             | 17 — 18 века   | 2015                  | 6010 | ii, iii, iv, v   |
| 13 |             | Старый город в Семаранге (англ. Semarang Old Town) | Провинция Центральная Ява                                   | С 17 века      | 2015                  | 6011 | ii, iv           |
| 14 |             | Традиционное поселение Нагари-Сиджунджунг (англ. Traditional Settlement at Nagari Sijunjung)                                                                                 | Провинция Западная Суматра                                  |                | 2015                  | 6059 | iii, v           |
| 15 |             | Исторический и морской ландшафт островов Банда (англ. The Historic and Marine Landscape of the Banda Islands)                                                                | Провинция Малуку                                            | С 17 века      | 2015                  | 6065 | iv, vi, x        |
| 16 |             | Богорский ботанический сад (англ. Bogor Botanical Gardens) | Провинция Западная Ява, город Богор                         | 1817 год       | 2018                  | 6353 | ii, iv           |
| 17 |             | Тропические дождевые леса Суматры (расширение) (англ. Tropical Rainforest Heritage of Sumatra – Significant Boundary Modification)                                           | Суматра                                                     | —              | 2023                  | 6694 | viii, ix, x      |
| 18 |             | Доисторические пещеры региона Марос-Пангкеп (англ. Prehistoric Cave Sites in Maros-Pangkep)                                                                                  | Провинция Южный Сулавеси                                    | —              | 2025                  | 6825 | iii, viii, x     |
| 19 |             | Мегалитическое культурное наследие Лоре-Линду (англ. Megalithic Cultural Heritage of Lore Lindu Area)                                                                        | Провинция Центральный Сулавеси                              | 3000 лет назад | 2025                  | 6826 | ii, iii          |
| 20 |             | Храмовый комплекс Муара-Джамби (англ. Muarajambi Temple Compound) | Провинция Джамби                                            | 11 — 13 века   | 2025                  | 6827 | ii, iv           |
| 21 |             | Маршруты торговли специями в XIII—XVIII веках (англ. The Land Below the Wind: Spice Trade Route on XIII-XVIII AD)                                                            | Провинции Южный Сулавеси, Малуку, Северное Малуку, Джакарта | 13 — 18 века   | 2025                  | 6828 | ii, iv           |